# 의성군의 지질

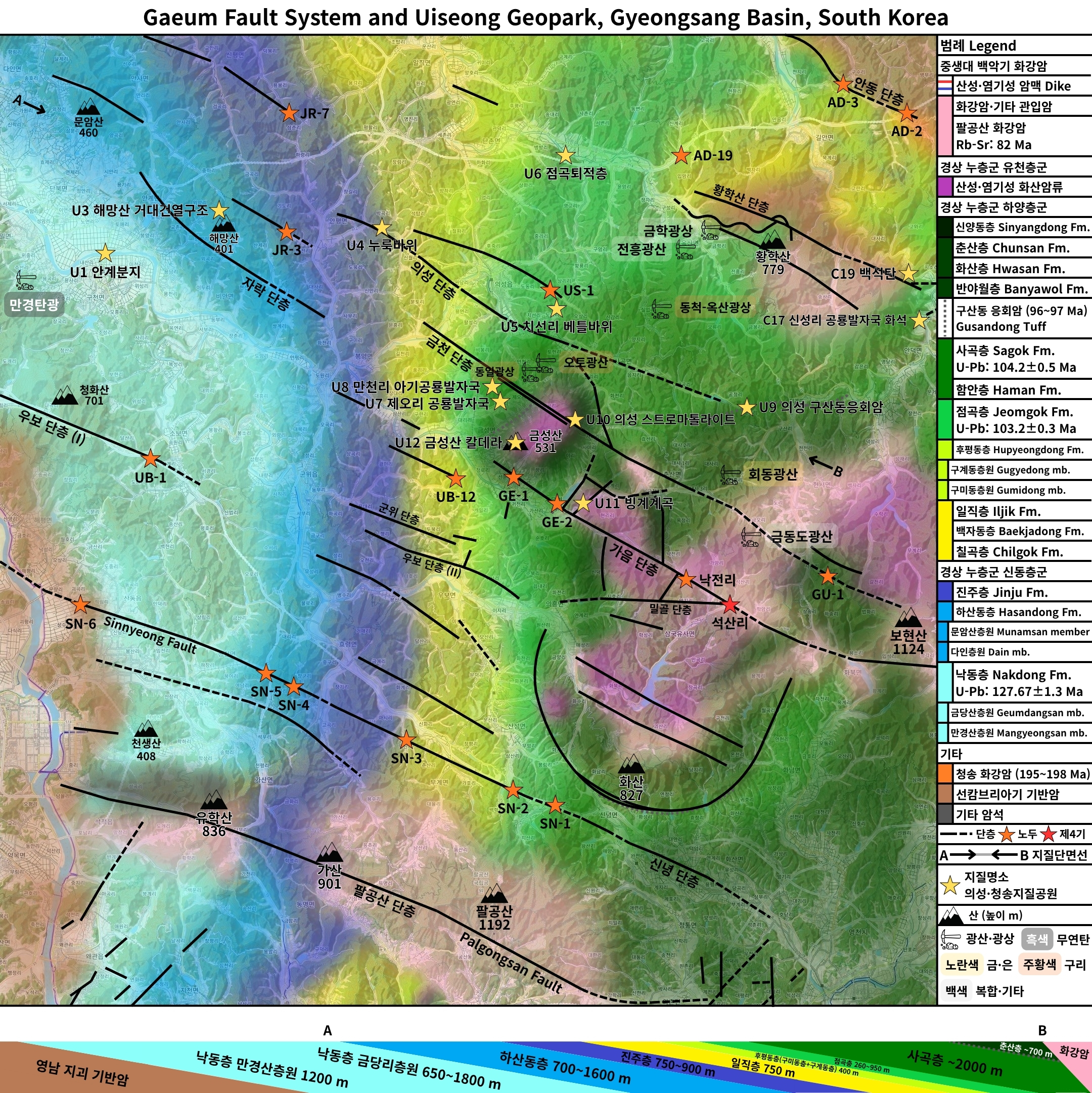
경상 분지 내 의성군의 지질과 가음 단층대의 선형과 노두 및 ESR 연대측정값

본 문서에서는 의성군의 지질(Geology of Uiseong)과 대한민국 국가지질공원 의성지질공원(義城地質公園, Uiseong Geopark)에 대해 설명한다.

## 개요
의성군의 지질은 대부분 중생대의 퇴적암 경상 누층군으로 구성되어 있다. 의성군의 서부 지역은 중생대에 형성된 퇴적암 지층 경상 누층군 신동층군이, 동부 지역은 하양층군이 분포하고 있다. 또한 의성군에는 가음 단층을 위시한 대규모 단층대인 가음 단층대가 위치하고 있다. 가음 단층은 의성군 가음면에서 그 이름이 유래했다.

## 선캄브리아기
선캄브리아기에 형성된 흑운모 화강암질 편마암(PCEggn; Precambrian granite gneiss)은 의성군 단밀면 서쪽 끝 지역인 낙정리에 조금 분포한다. 경상 누층군의 기반부를 이루는 본 암석은 주로 석영, 사장석, 흑운모로 구성되어 있다.

## 중생대경상 누층군신동층군
경상 누층군은 경상 분지를 이루는 중생대의 육성 퇴적층이며 밑에서부터 신동층군, 하양층군, 유천층군으로 구성된다. 의성군은 경상 분지 내에서 한 지역 안에 신동, 하양, 유천층군이 모두 분포하는 몇 안 되는 지역이다. 의성군 내에서 경상 누층군 신동층군은 서부 지역인 단밀면, 단북면, 다인면, 안사면, 구천면, 비안면 전 지역과 신평면, 안평면의 대부분 지역, 봉양면의 서부 지역에 분포한다. 화산암으로 구성된 유천층군은 금성면의 금성산 칼데라 주변과 춘산면 빙계리, 가음면 현리리 일대에 조금 분포한다.

### 낙동층
낙동층(Knnk; Kyeongsang supergroup sindong group Nakdong formation, 洛東層) 또는 연화동층(Knnk; Kyeongsang supergroup sindong group Yeonhwadong formation, 蓮花洞層)은 경상 누층군 최하부의 신동층군 중에서도 가장 아래쪽의 지층으로, 편마암 복합체를 부정합으로 덮고 있다. 의성군에서는 다인면 산내리에서 단밀면과 구천면 전 지역을 지나 비암면 도암리에 이르기까지 북서-남동 방향으로 분포한다. 본 층의 상한은 그 상위층인 하산동층의 하한에 의해 규정되는데, 본 층 상위에서 발달하는 자색(赭色) 셰일 내지 실트스톤이 하산동층 하한으로 설정되었으므로 그 직하부가 낙동층의 상한이다. 주로 역암, 사암, 셰일 및 역질 사암 등으로 구성되며 하부는 대체로 역암이 우세하고 상부는 사암과 셰일이 우세해 하부의 역암 우세대를 만경산층원으로, 상부의 사암/셰일 우세대를 금당리층원으로 구분한다. 군위도폭 지역에서는 역암의 역(礫)의 구성은 규암, 편암, 편마암, 화강암 등이며 직경은 3~4 cm인 것이 대부분이고 큰 것은 20cm 에 이르며, 곡형(谷型) 사층리를 흔히 볼 수 있으며 암회색 셰일 또는 미사(微砂)암이 협재하는데 특히 하부에는 약간의 탄질셰일도 있다. 본 지층의 전반적인 주향과 경사는 북서 20~30°및 북동 10~15°이며 총 두께는 1900 m 정도이다.

#### 만경산층원
만경산층원(Knnk1; Kyeongsang supergroup sindong group Nakdong formation mangyeongsan member, 萬景山層員)은 의성군 단밀면 생송리 소재 만경산을 중심으로 의성군 단밀면 중서부 생송리, 팔등리 남부, 구천면 청산리 중부 지역에 분포한다. 본 층원(member)의 하부는 사암, 역질사암, 역암 및 셰일로 구성되며 사질(沙質)암과 역질암의 양적(量的)인 비는 대략 5 : 5 정도이다. 의성군 단밀면 낙정리의 낙동나루 부근에서는 담황색의 조립질 사암과 역암이 흑운모화강암질편마암(PCEggn) 위에 부정합적으로 놓인다. 본 층원의 중부는 역암과 역질 사암이 월등하게 우세하고 이 사이에 적갈색의 풍화면을 갖는 조립질 사암이 5~25 m의 두께로 간간이 협재된다. 두께는 의성군 단밀면 낙정리에서 주산리(어디인지 알 수 없다) 간의 단면에서 약 1200 m이다.
선산 지질도폭(1989) 지역에서는 만경산층원이 더 세분되어 하부 만경산층원과 중부 만경산층원, 상부 만경산층원으로 3등분된다. 이중 중부와 상부 만경산층원이 의성군 내에 분포한다.
- 중부 만경산층원(Knm2; Kyeongsang supergroup sindong group Nakdong formation middle mangyeongsan member)은 만경산층원 중부의 얇은 지층이며 의성군에는 구천면 청산리와 군위군 소보면 보현리 사이의 흰치고개 주변에 지방도 제923호선을 따라 조금 분포한다. 중부 만경산층원은 흰치고개 부근에서 두께 120 m로 가장 두껍다. 이 지층은 주로 담회색 역암으로 구성된다. 흰치고개에서는 두께 4 m의 사층리가 발달한다.
- 상부 만경산층원(Knm3; Kyeongsang supergroup sindong group Nakdong formation upper mangyeongsan member)은 만경산층원 상부의 지층이다. 역질사암 및 사암으로 구성되며 역(礫)은 주로 편마암, 화강암 및 회색 규암으로 되어 있고 그 장축은 7 cm 이하이다. 최상부에 1~4매의 녹회색 내지 암회색 셰일을 협재한다. 사암은 풍화되어 담홍색 또는 담황회색 표토를 형성한다. 주로 가파른 산악지대에 분포하는 이 지층의 두께는 160 m이다.[4]

#### 금당리층원
금당리층원(Knnk2; Kyeongsang supergroup sindong group Nakdong formation geumdangri member, 金堂里層員)은 상주시 중동면 금당리를 중심으로 풍양면 풍신리에서 의성군 단북면 면소재지를 지나 비안면 면소재지까지, 위천을 중심으로 그 주변에 분포한다. 주로 사암, 역질사암, 역암, 흑색과 회(녹)색 셰일, 녹회색 이질(泥質)사암 등으로 구성되며 이에는 130매의 녹회색, 암회색 내지 흑색 셰일, 실트스톤 및 이질암을 협재한다. 하부의 만경산층원을 정합적으로 덮고, 상부의 하산동층에 의해 정합적으로 덮인다. 본 층원은 주로 사암과 셰일의 호층(互層)이며, 사암과 셰일의 양적 비는 6 : 4이다. 선산도폭 남쪽 산동읍 지역에서 북서 15~30°, 북쪽 소보면 지역에서 북서 40~80°이고 경사는 동 10~28°이며 두께는 낙동도폭 내 금당리 지역에서 약 650 m, 선산도폭(1989) 내 군위군 소보면-구미시 산동읍 지역에서 1800 m이다.
의성군 다인면 덕지리 산 34-3 인근 국도 제59호선 도로변에 낙동층 금당리층원의 노두가 드러나 있다. 암석은 회백색 역질 사암, 사암, 그리고 흑색 이암으로 구성되며, 이들은 서로 교호하고 있고 암청색의 암맥이 이들을 관입했다.

### 하산동층
하산동층(Knh; Kyeongsang supergroup sindong group Hasandong formation, 霞山洞層)은 낙동층 상위의 지층이며, 진주층에 의해 정합으로 덮여 있다. 의성군 다인면에서 안사면, 안계면의 대부분 지역과 비안면의 위천 이북 지역, 안평면 금곡리, 신평면의 계곡 곡저(谷底) 지역에 이르기까지 분포한다. 주로 역암, 역질사암, 사암 및 자색(赭色) 실트스톤(낙동도폭) 또는 사암, 셰일, 자색(赭色) 셰일, 미사암, 역질사암, 역암 등으로 구성된다. 전반적으로 본 지층의 주향과 경사는 북서 30~40°및 북동 5~10°이며, 두께는 약 1600 m (낙동도폭) 또는 700 m (군위도폭)이다. 낙동도폭과 의성도폭 지역에서 암상에 의해 하부의 다인층원과 상부의 문암산층원으로 구분된다.

#### 다인층원
다인층원(Knh1; Kyeongsang supergroup sindong group Hasandong formation dain member, 多仁層員)은 이름이 나타내는 대로 의성군 다인면을 중심으로 북서-남동 방향으로 분포하며, 주로 역질사암, 자색(赭色) 내지 담녹색 실트스톤과 사암(낙동도폭), 또는 역질사암과 알코스사암질(의성도폭) 등으로 구성된다. 암질은 역질 사암이 대표적이며 그 사이에 20~40매의 자색 또는 연녹색 실트스톤이 협재된다. 하부의 낙동층 금당리층원을 정합적으로 덮고 있으며, 상부의 문암산층원에 의해 정합적으로 피복된다. 상부 문암산층원과의 지질 경계는 본 층원 상부에 발달하고 있는, 문암산에서 해망산까지 이어지는 연결성이 양호하고 뚜렷한 역암층(두께 5~20 m)을 기준으로 하여 그 직하부가 본 층원의 상한선으로 설정되었다. 본 층의 주향은 북서 10~30°, 경사는 북동 10°내외이다. 본 층의 두께는 다인면 인근에서 약 700 m, 비안면 북동부에서 750 m이다.

#### 문암산층원
문암산층원(Knh2; Kyeongsang supergroup sindong group Hasandong formation munamsan member, 門巖山層員)은 의성군 안사면 만리리 소재 문암산을 중심으로 북서-남동 방향으로 분포하며, 하산동층의 상부 층원으로서 하부의 다인층원을 정합적으로 덮고, 상부의 진주층에 의해 정합적으로 덮인다. 주로 역암, 역질사암, 자색(赭色) 실트스톤으로 구성되며 역암이 우세하고 탄질셰일이 국부적으로 약간 있거나(낙동도폭) 역암, 사암 및 자색실트암 혹은 이암으로 구성되어 있다. (의성도폭) 분 층원의 두께는 문암산~봉암산 단면에서 약 900 m, 비안면 지역에서 약 700 m 내외이다.

#### 의성지질공원 해망산 거대 건열구조
의성지질공원 해망산 거대건열구조는 의성군 안계면 안정리 북동쪽 해망산 정상 부근(N 36°23'27.70", E 128°30'27.10")에 위치한다. 하산동층 문암산층원에 해당하는 노두의 폭은 약 30 m, 높이는 약 2.5 m이다. 이 명소의 가장 중요한 특징은 중간에 협재된이암 내부에 발달한 수직적 단열을 따라 상부의 사암이 하부로 주입되어 있다는 것이다. 이 명소가 가지는 형태적 특이성과 전 세계적으로 선례를 찾아보기 힘든 160 cm에 달하는 깊이의 거대한 건열 구조로 그 학술적 가치가 입증된 바 있다. 추가적인 학술조사 결과에 따라 세계에서 가장 깊은 건열 구조로 기록될 가능성을 보이고 있다.

#### 노두
의성군 신평면 교안리~안평면 금곡리 간 지방도 제912호선/927호선 도로변에는 하산동층 문암산층원의 노두가 드러나 있다. 
의성군의 하산동층
- 의성군 신평면 교안리 봉호로 도로변
북위 36° 27′ 10.0″ 동경 128° 30′ 40.0″ / 북위 36.452778°  동경 128.511111°
- 동일 (이하 "왼쪽과 같음"을 의미)
- 동일
- 의성군 신평면 교안리 봉호로 도로변
북위 36° 26′ 52.0″ 동경 128° 30′ 54.0″ / 북위 36.447778°  동경 128.515000°
- 동일
- 동일
- 의성군 안사면 안사리 안신로 도로변
북위 36° 26′ 28.0″ 동경 128° 29′ 33.0″ / 북위 36.441111°  동경 128.492500°
- 동일
- 의성군 안사면 쌍호리 안사풍천길 도로변
북위 36° 30′ 01.0″ 동경 128° 25′ 17.0″ / 북위 36.500278°  동경 128.421389°
- 동일
- 동일
- 동일
- 동일
- 동일
- 하산동층(아래)과 진주층(위)의 경계, 의성군 안평면 금곡리
북위 36° 24′ 04.0″ 동경 128° 32′ 40.0″ / 북위 36.401111°  동경 128.544444°
- 의성군 안평면 금곡리
- 동일

### 진주층
진주층(Knj; Kyeongsang supergroup sindong group Jinju formation, 晋州層)은 신동층군의 최상부 지층으로 의성군 안사면 신수리 소재 봉암산을 중심으로 하여 북북서-남남동 방향으로 분포한다. 
의성 지질도폭(1976)에 의하면 하부의 하산동층 문암산층원을 정합적으로 덮으며 본 지층의 하한은 문암산층원 상부 자색 실트스톤이 끝나고 회색 실트스톤 및 셰일층이 우세하게 나타나기 시작하는 부분에 두었다. 본 지층은 주로 역질사암, (암)회색 사암, (녹)회색 및 흑색(드물게)의 실트스톤과 셰일로 구성되거나 함력(含礫)알코스사암, 암회색셰일 및 이암 순으로 구성되고 드물게 이회암(泥灰巖)이 협재되며 북쪽으로 갈수록 자색(赭色)을 띠는 암석이 많아진다.
군위 지질도폭(1980)에 의하면 의성군 봉양면(문흥리 서부, 사부리, 구산리, 삼산리 남서부)에서는 일부 역질인 사암, (암)회색 셰일, 역암 및 흔히 이회질인 얇은 석회암 등으로 구성된다. 대체로 사암과 셰일의 호층이며 자색(赭色)암층을 협재하지 않고 회색 셰일이나 실트스톤이 우세하게 협재되어 있음이 특징이다. 본 층의 주향은 안평면 남서부에서 북동 10~20°, 안평면 중서부에서 남-북, 안평면 북서부와 신평면, 안사면 지역에서는 북서 20~40°(신평면 중율리), 최대 북서 50~60°을 보인다. 본 층의 경사는 10~15°이며 안평면 남부에서는 (남)동 경사를 보이나 신평면, 안사면 지역으로 갈수록 점차 북동 방향으로 변한다. 지층의 두께는 봉양면~군위군에서 900 m이다.
안사면 월소리 오호마을 부근은 역질사암, 역암, 사암 및 실트스톤 등으로 구성되어 있다. 역(礫)은 화강암, 화강편마암, 규암, 복운모편암 등이 흔하며 입도(粒度)는 5~10 cm 인 것이 보통이다. 사암은 석영 및 장석과 같은 우(優)백색광물이 우세한 알코스사암이다. 역질사암은 괴상(塊狀)으로 산출되며 곳에 따라 수 m에서 수십 m의 두께를 가진다. 실트스톤은 자색(赭色)이 우세하다. 안사면 만리리와 안사리(이 지역에서의 진주층은 산악지대에 분포한다)에서의 암상(巖相)도 월소리와 같다.
안사면 안사리 소재 고도산(高道山, 표고 494 m)에서는 표고 250 m 까지는 역질사암과 자색(赭色) 셰일의 호층(互層)이고, 표고 250~330 m 사이는 역질사암과 사암 사이에 자색 및 암회색 실트스톤이 협재되는데 표고가 증가함에 따라 자색 실트스톤의 양은 감소하고 (암)회색 및 녹회색 실트스톤의 양은 증가한다. 표고 330 m 이상에서는 역질 사암과 회색 실트스톤이 호층을 이루는데, 암석의 변화는 자색 실트스톤이 끝나고 회색 실트스톤이 우세하게 나타나는 부분을 진주층과 하산동층의 경계로 삼았다.
신평면 청운리의 절골마을에서는 주로 사암과 셰일의 호층이며 실트스톤과 역질사암은 드물게 협재된다. 함유된 역의 입도는 2~3 cm에 불과하며 셰일 및 실트스톤은 녹회색 내지 진한 회색을 띤다. 사암은 담회색이고 그 풍화면은 회백색 내지 담갈색이며 두께는 0.2~2 m 정도이다.
신평면 교안리의 광산마을(절골마을 남동쪽에 위치)에서는 조립질 알코스사암으로 구성되어 있다. 낙동 지질도폭(1976)의 조사 당시 화석은 발견되지 않았다.
본 지층 중부에 해당하는 신평면 중율리-덕봉리의 계곡 도로변에는 연흔과 건열이 가끔 발견된다. 동북편 계곡 바닥에는 파장 10~15 cm의 연흔이 잘 보존되어 있다. 이로부터 진주층이 퇴적될 당시 수심이 얕은 물밑에서 퇴적물이 물결의 영향을 받았으며 퇴적물이 대기에 노출된 적이 있었음을 알 수 있다. 본 지층 중부에 해당하는 안평면 삼춘리 부근에서 탄질 셰일이 10 cm 내외의 두께로 협재된다.
의성군의 진주층
- 하산동층(아래)과 진주층(위)의 의성군 안평면 금곡리 지방도 제912/927호선 도로변
- 의성군 안평면 기도리 빗재못 기도길 도로변
북위 36° 22′ 47.0″ 동경 128° 33′ 14.0″ / 북위 36.379722°  동경 128.553889°
- 의성군 안평면 기도리 빗재못 기도길 도로변
- 의성군 안평면 기도리 기도길 도로변
북위 36° 22′ 41.0″ 동경 128° 33′ 21.0″ / 북위 36.378056°  동경 128.555833°
- 의성군 안평면 금곡리 검실재 지방도 제912/927호선 도로변
북위 36° 25′ 15.0″ 동경 128° 31′ 18.0″ / 북위 36.420833°  동경 128.521667°
- 의성군 안평면 교안리 지방도 제912호선 안신로 도로변
북위 36° 26′ 51.0″ 동경 128° 29′ 58.0″ / 북위 36.447500°  동경 128.499444°
- 북위 36° 26′ 51.0″ 동경 128° 29′ 50.0″ / 북위 36.447500°  동경 128.497222°
- 북위 36° 26′ 50.0″ 동경 128° 29′ 45.0″ / 북위 36.447222°  동경 128.495833°

#### 의성지질공원 석탑리 누룩바위
의성지질공원 석탑리 누룩바위는 의성군 석탑리 마을 입구에 위치한다. 진주층에 해당하는 이 바위는 막걸리의 재료인 누룩과 유사한 색상, 누룩을 겹겹이 쌓아 놓은 듯한 형상을 가지고 있어 누룩바위라는 이름이 붙여졌다고 전해진다. 현재 의성군은 누룩바위를 문화관광자원으로 지정해 지속적으로 관리하고 있다.
의성군 안평면 석탑리 누룩바위

## 중생대경상 누층군하양층군과 공룡 발자국 화석

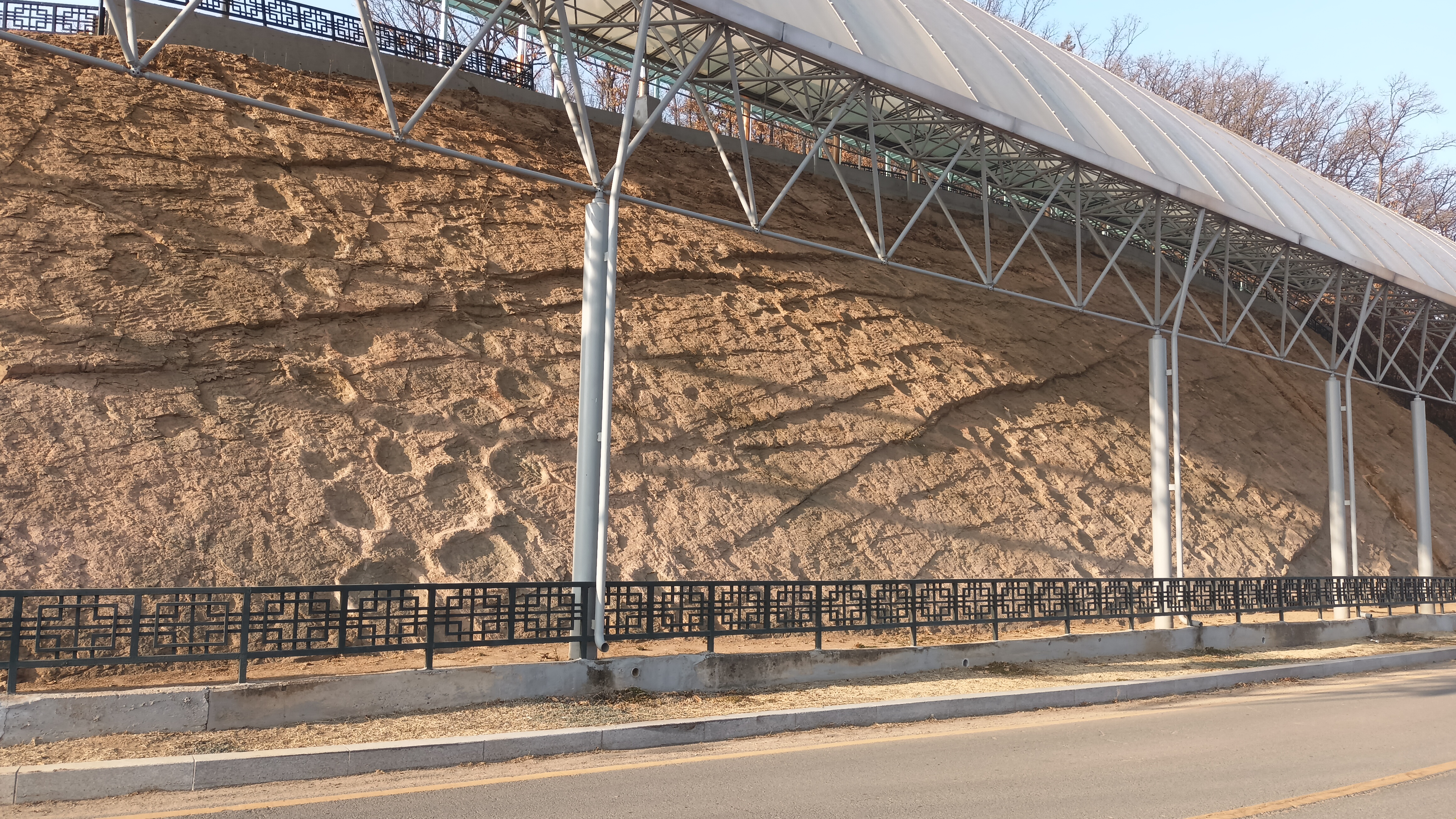
의성 제오리 공룡발자국화석 산지에 드러난 공룡 발자국 화석과 경상 누층군 하양층군 사곡층의 모습이다. 지층은 금성산을 향해 40도 이상 기울어 있다.

의성군 동부지역에는 밑에서부터 경상 누층군 하양층군의 일직층, 후평동층, 점곡층, 사곡층, 춘산층이 차례로 분포한다. 전체적으로 하양층군이 동쪽으로 약간 기울어 있어 최하위층인 일직층이 가장 서쪽에 분포하고 동쪽으로 갈수록 상위 지층이 차례로 분포한다. 의성 지역의 하양층군에는 의성 제오리 공룡발자국화석 산지를 포함한 공룡 화석이 발달한다.

### 일직층
일직층(Khil; Kyeongsang supergroup Hayang group Iljik formation, 一直層)은 하양층군의 최하위 지층으로, 안동시 일직면에서 그 이름이 유래되었으며, 의성군에서 단촌면 장림리, 안평면 동부 석탑리와 신월리, 봉양면 분토리와 풍리리, 길천리 동부, 금성면 서부 명덕리와 도경리에 이르기까지 남-북 방향으로 분포한다. 하부의 진주층과는 정합 관계이며 지층의 범위는 진주층의 암회색층이 끝나고 최초로 나타나는 자색(赭色)층부터 후평동층 하부에 나타나는 잡색역암 아래까지이다. 본 층은 자색(赭色)실트스톤 및 이암(泥巖)의 협재를 특징으로 하고 있으며 중하부와 중상부에 녹/암회색 셰일 또는 이암이 협재되며 구성 암석은 역암, 역질사암, 알코스사암, 셰일 및 이회암 순서이다. 역(礫)의 크기는 2~3 cm 정도이고 성분은 규암 및 화강암질암이 대부분이며 이암편이 간혹 나타난다. 지층의 두께는 750m 내외이다. 군위도폭 지역인 봉양면 지역에서는 진주층과 달리 자색(赭色)층을 함유하며, 하부에 역암이 중부에 석회암이 들어 있으나 대체적으로 사암과 셰일의 호층이다. 두께 약 400 m이며 상, 중, 하부층으로 구분된다.
- 일직층 하부는 두께 130 m이며 사암, 셰일, 자색 미사질 셰일 및 역암(역질사암)으로 구성된다.[3]
- 일직층 중부는 두께 70 m 미만의 암회색 셰일로 구성되어 있다. 본 층 중부의 하부에는 두께 10~20 cm의 암회색 셰일과 두께 10 내지 3 cm의 단괴상(團塊狀) 석회암이 호층으로 이루어지는 암회색 셰일대(帶)가 있다. 이 셰일대는 두께 약 30 m 로서 연속성이 좋다.[3]
- 일직층 상부는 자색대(帶)로서 두께 약 200 m이며 하반부는 셰일보다 사암이 우세하고 상반부는 그 반대이여 응회암질 자색층이 대부분이다.[3]

### 백자동층
백자동층(Knil; Kyeongsang supergroup Hayang group baekjadong formation, 栢子洞層)은 안동시 길안면 백자리를 중심으로 분포하는 지층으로, 일직층과 동일한 층준이나 천지도폭에서는 백자동층으로 명명되었다. 의성군 내에서는 옥산면 입암리 지역에만 조금 분포한다. 선(先)경상계 기반암과 후평동층 구미동층원 사이에 위치하며 역암, 사암, 셰일 및 약간의 단괴상 이회암으로 구성된다. 지층의 최고 두께는 700 m이다.

### 후평동층과 탑리 공룡화석
후평동층(Khhu; Kyeongsang supergroup Hayang group Hupyeongdong formation, 後坪洞層)은 일직층 상부의 지층으로, 단촌면 후평리에서 그 이름이 유래되었으며, 의성군 내에서 단촌면 구계리 서부와 후평리, 관덕리 동부, 하회리 남동부, 방하리 곡저지역, 의성읍 업리와 철파리, 용연리, 원당리 북서부, 팔성리 남서부, 비봉리 서부, 봉양면 풍리리 동부, 삼산리 북동부, 금성면 구련리 북부 산악부, 명덕리 동부, 청로리와 개일리 서부 곡저지역에 이르기까지 남-북 방향으로 분포한다. 또한 이와는 별도로 천지도폭 지역인 옥산면의 신계리와 입암리 일부 지역에도 분포한다. 하부의 일직층과는 정합 관계이다. 의성도폭(1976)에 의하면 두께는 약 400m이며 하부의 일직층과는 하부의 잡색역암층(구미동층원)을 경계로 정합 관계이다. 단촌면 이남에서는 북동 10~20°의 주향과 남동 10~15°의 경사인 동사(同斜)구조를 갖고 있으나 이북으로 감에 따라 주향은 북동 20°에서 40~50°, 북단부에서는 북서 10~20°로 변한다. 군위도폭 지역에서는 하부의 구미동층원과 상부의 구계동층원으로 분리된다.
- 구미동층원(Khhu-1; Kyeongsang supergroup Hayang group Hupyeongdong formation gumidong member, 龜尾洞層員)은 후평동층 하부 층원으로 잡색(雜色)역암층들을 협재함이 특징인데 역암을 가지지 않는 사암과 셰일로 구성된 지층들 사이에 놓이므로 구별된다. 본 층원과 일직층 상부에는 응회암질 적색 미사질 셰일이 많아 야외에서 본 층원의 식별이 용이하다. 이 층원은 사암, 적색 미사질 셰일 및 자색(赭色)처트역 역암(잡색역암)으로 구성되며 두께는 40~50m이다. 잡색역암의 역(礫)의 대부분은 자색, 녹회색 또는 담녹색의 처트역인데 그 직경은 1 cm 내외이다.[3]
- 구계동층원(Khhu-2; Kyeongsang supergroup Hayang group Hupyeongdong formation gugyedong member 龜溪洞層員)은 조립(粗粒) 내지 세립(細粒) 사암, 미사(微砂)암 및 미사질 셰일로 구성되며 셰일은 흔히 자색(赭色)을 띤다. 사암은 흔히 평탄하지 않은 층리를 가지며 하도(河道) 구조가 다소 발견된다. 역질암이 셰일을 깎고 메우는 경우가 보통이나 사암의 침식면 위에 셰일이 퇴적된 것도 보이며 그 셰일 속에는 석회질 단괴가 들어 있다. 하부에는 사암이 우세하고 그 위에는 자색(赭色) 셰일이 우세하며 녹회색(pale olive) 셰일도 섞여있다. 응회암과 응회암질 사암이 협재된다. 두께는 약 250 m이다. 본 층원 하한에서 약 60 m 상위에 석회질역이 대부분인 하도(河道)역암층이 산출된다.[3]
- 1977년 4월 초 군위 지질도폭 조사 당시 금성면 탑리 남서방 1.5 km 옹기도마고개 도로변의 후평동층 구계동층원에서 공룡 지골(肢骨) 화석이 발견되었다. 화석 산지는 금성면 청로리 산 137번지 4호 내에 위치하며, 발굴된 화석은 최대 장축 43 cm, 길이 41 cm의 지골편(肢骨片; 팔·다리뼈 조각)으로 용각류(龍脚類; Sauropoda)에 속하는 거대한 고생물의 지체(肢體)의 일부이다. 뼈 화석 표면에는 근육, 힘줄 등이 붙어 있었던 것으로 보이는 규칙적이고 정교한 조선(條線)과 기복들이 보존되어 있었다. 본 화석은 구계동층 하한에서 약 60 m 상위에 산출되며 화석을 포함하는 회색 역암층의 역(礫)들의 대부분은 석회질 단괴이다. 화석이 산출된 역암층은 도로변에 렌즈상 단면으로 드러나 있으며 두께는 최대 1 m이다.[3][8]
- 국도 제5호선 의성읍-단촌면 구간의 절개사면에는 아래 사진과 같이 후평동층의 노두가 드러나 있다.

의성군 단촌면-의성읍 지역 국도 제5호선 절개사면에 드러난 후평동층의 노두
- 단촌면 방하리, 국도 제5호선 의성휴게소에 드러난 후평동층의 노두
- 의성읍 업리, 국도 제5호선 도로변
- 의성읍 업리, 국도 제5호선 도로변

### 점곡층
점곡층(Khjg; Kyeongsang supergroup Hayang group Jeomgok formation, 點谷層)은 후평동층 상부의 지층으로, 점곡면에서 이름이 유래되었다. 점곡면 대부분의 지역과 의성읍 중리리와 상리리, 오로리 서부, 비봉리 중부, 금성면 하리 중서부, 초전리, 개일리 동부, 가음면 순호리 서부에 분포한다. 후평동층 구계동층원과 사곡층 사이에 오는 암회색 위주의 지층으로서 주로 암회색 내지 흑색 셰일, 실트스톤(의성도폭) 또는 회색 사암과 암회색 내지 녹회색의 셰일로 구성되며 중간에 자색 응회암질사력질암(의흥역질암, 두께 1.5~5 m)이 협재되며 본 층 하부와 상부에 약간의 자색층이 협재된다.(군위도폭) 의성군 북부 점곡면 지역에서는 주로 암회색 내지 흑색 셰일, 실트스톤, 회색 사암으로 구성되어 있으며 중상부에 두께 8~10m 내외의 역질 사암과 녹회색 셰일이 협재된다. 암회색/흑색 셰일은 층리가 잘 발달하며 그 두께는 3~4 m 정도이다. 의성읍 지역에서는 구성 암석이 다양한데, 최하위에 암회색/흑색 셰일과 실트스톤이 았으며 그 위에 녹(회)색 사암과 (녹)회색 셰일 또는 실트스톤이 호층을 이루고 있다. 그 사이에 얇은층의 자색 실트스톤이 협재된다. 지층의 두께는 의성읍 이북 지역에서는 350 m, 의성읍 오로리 부근에서는 700m 에 달하나 거기서 남하함에 따라 점차 얇아지다가 금성면 탑리리 부근에서는 약 260 m로 줄어든다. 그러나 그 이남에서는 약 400 m를 유지한다. 의성읍 부근에서는 북동 14~24°의 주향과 남동 10°의 경사를 보인다.
의성읍 오로리/사곡면 토현리 경계 지역에 위치한 오토산(五土山) 부근에는 점곡층 내에 파쇄대를 따라 충전(充塡)된 열극충진형 동-아연 광상이 발달한다. 이곳에서는 황철석, 유비철석(硫砒鐵石), 백철석(白鐵石), 섬아연석, 황동석, 방연석, 자류철석(磁硫鐵石), 자연 유황, 휘창연석(輝蒼鉛石) 등이 정출(晶出)된다.
의성군의 점곡층
- 의성군 의성읍 중리리/점곡면 명고리 한티재, 지방도 제914호선 도로변의 점곡층
북위 36° 22′ 04.9″ 동경 128° 44′ 27.4″ / 북위 36.368028°  동경 128.740944°
- 의성군 가음면 순호리 산성가음로 1769 입구의 점곡층
북위 36° 12′ 07.0″ 동경 128° 42′ 19.0″ / 북위 36.201944°  동경 128.705278°

#### 의성지질공원 치선리 베틀바위
의성지질공원 치선리 베틀바위는 의성군 의성읍 치선리의 선암마을 뒷산 중턱, 선암사 부근(N 36°20'09.55", E 128°44'14.79")에 위치한다. 베틀바위는 하양층군 점곡층의 실트암과 이암으로 구성되어 있으며, 퇴적층이 쌓인 후 암석 내에 발달한 절리를 따라 일어난 풍화, 침식 작용을 통해 인해 현재의 형태를 갖추게 되었다. 예전에는 베틀바위가 완전한 베틀 형태를 지니고 있었지만, 현재는 지속된 풍화작용으로 베틀바위의 일부가 소실되었다.

#### 의성지질공원 점곡퇴적층
의성지질공원 점곡퇴적층은 점곡층의 표식지인 의성군 점곡면 사촌리 산 52에 드러난 점곡층의 대규모 노두이다. 미천 하천변에 드러난 이 노두는 암회색의 셰일과 실트스톤으로 구성된다.
의성군 점곡면 사촌리 산 52 점곡퇴적층

### 사곡층과 공룡발자국 화석

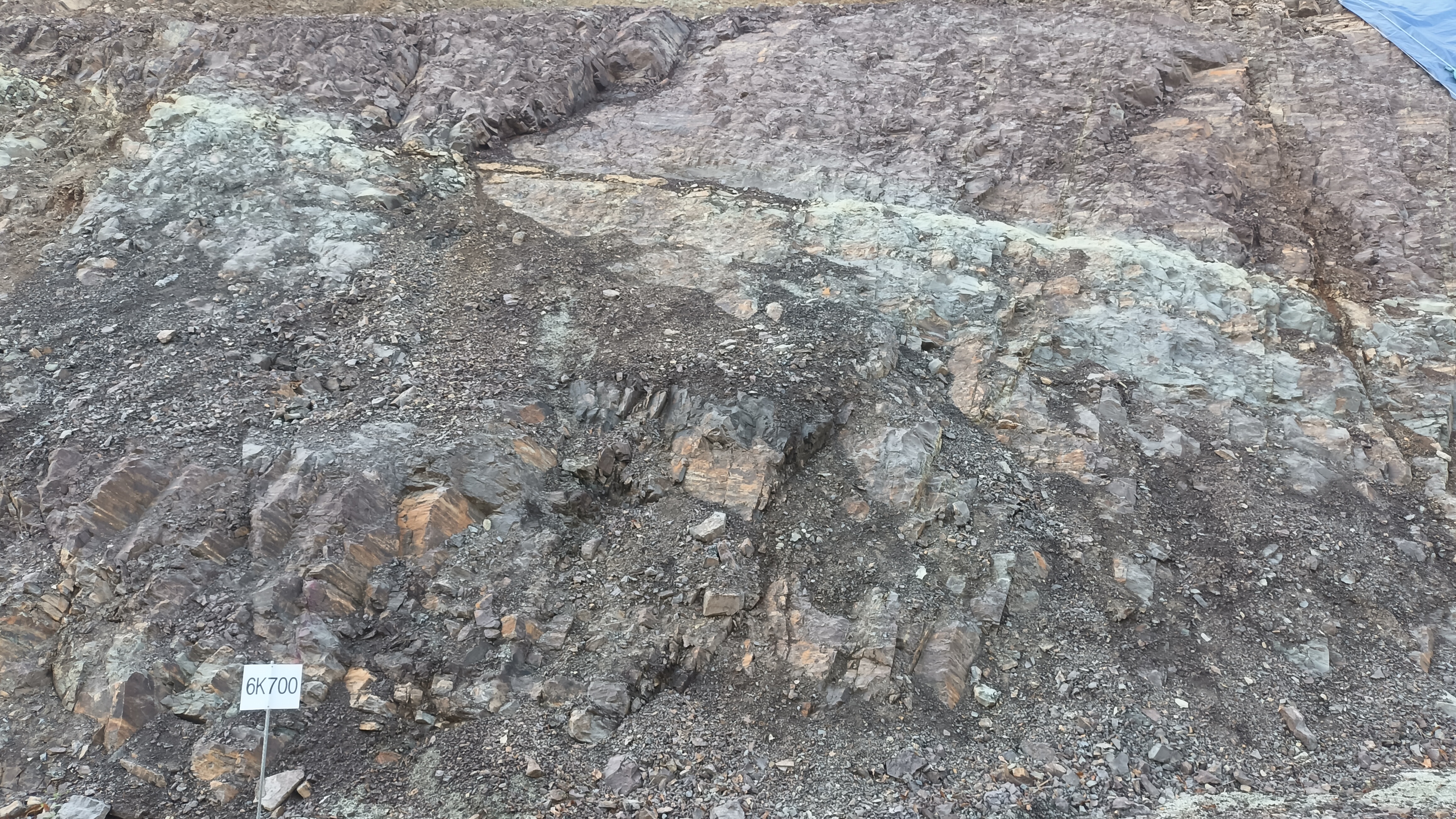
의성군 의성읍 오로리 국도 제28호선 도로변의 사곡층으로 남남동쪽으로 경사한다.

사곡층(Khsg; Kyeongsang supergroup Hayang group Sagok formation, 舍谷層)은 점곡층 상위의 지층으로 의성군 사곡면에서 이름이 유래되었으며 의성 제오리 공룡발자국화석 산지가 바로 이 지층에 위치한다. 사곡면의 대부분 지역과 금성면 만천리, 제오리 북서부, 학미리 중동부, 가음면 양지리 북서부와 순호리 중부에 분포한다. 이 지층은 주로 자색 또는 미사질 셰일과 사암으로 구성되며 하부에는 약간의 (암)회색 셰일이 협재된다. 상부는 자색 미사질 셰일이 대부분이나 일직층, 후평동층과 달리 석회질 단괴를 볼 수 없다. 사곡면-의성읍 경계 지역과 옥산면 실업리-사곡면 매곡리 간 지역에서 두께가 2,000 m에 달하나 남쪽으로 갈수록 점차 줄어들어 금성면 탑리리 부근에서 약 250 m가 된다. 그 이남에서는 다시 두께가 회복되어 적어도 550 m 이상의 두께를 가진다. 의성군 옥산면 실업리-사곡면 매곡리 간 지역에서는 암석에 따라 상, 중, 하 3개 부분으로 구분된다. 하부는 사암과 셰일로 구성되며 자색층을 함유한다. 중부는 셰일과 사암으로 구성되며 (암)회색층이 많이 협재되며 식물 줄기와 잎 화석이 발견된다. 사곡 남방 1 km 지역에서는 화석 Frenelopsis cf. Parceramosa Fontaine 가 들어있다. 상부는 셰일과 사암으로 구성되나 대부분이 자색층이며 회색층은 극히 드물게 협재된다. 빗자국, 건열, 사층리 등이 관찰된다.
만천리 아기공룡발자국 화석산지는 의성군 금성면 만천리(N 36°29'41.0", E 128°69'40.0")의 사곡층 중에 위치하고 있다. 이곳은 2008년 제오리 공룡발자국 화석산지 인근의 다른 공룡 발자국을 조사하던 중 발견되었으며, 이곳의 공룡 발자국 화석은 가로 5m, 세로 7.5m 크기의 노두에 걸쳐 관찰된다. 이 보행열은 현재 세계에서 가장 긴 새끼 용각류 보행열로 알려져 있으며, 보행열의 길이는 최장 4.35 m에 달한다.
만천리 아기공룡발자국 화석산지
- 화석이 있는 사곡층

### 구산동 응회암
구산동 지질도폭(1976)에 의하면 사곡층과 춘산층의 경계는 구산동 응회암을 춘산층의 기저로 하여 구별된다. 춘산층의 기저에는 두께 2~24 m의 구산동 응회암층이 존재하며, 이 층을 추적하여 대구광역시 지역에 이르면 함안층의 최상부에 놓인다.
의성군 사곡면 공정리 산 17-1 지방도 제912호선 도로변에는 위 사진과 같이 구산동 응회암의 노두가 드러나 있다. 이곳의 구산동 응회암은 풍화가 심하지만 전 경상 분지를 통틀어 구산동 응회암이 가장 두껍게 나타나는 곳으로, 1~4 m에 불과한 타 지역과 달리 그 두께가 30 m에 달한다. 도로변 철제 펜스에 의성지질공원 마크가 붙어 있어 쉽게 찾을 수 있다.
의성군의 구산동 응회암
- 의성군 사곡면 공정리의 구산동 응회암
- 의성군 가음면 양지리 산 43, 명곡서원길 도로변의 구산동 응회암
북위 36° 13′ 39.0″ 동경 128° 44′ 03.0″ / 북위 36.227500°  동경 128.734167°

### 춘산층
춘산층(Kncs; Kyeongsang supergroup Hayang group chunsan formation, 春山層)은 사곡층 상위의 지층으로 춘산면에서 이름이 유래되었으며 비봉산-금성산을 중심으로 그 주변에 원형으로, 그리고 춘산면 중부 지역에 분포한다. 구산동 응회암층이 본 지층의 기저가 되며 본 층의 하부는 회색 니질(泥質)암이 대부분이어서 암석의 색깔로 사곡층과 구별이 된다. 본 층은 주로 셰일과 사암, 역암으로 구성되며 응회암이 협재되고 응회암질 사암이 있다. 본 층의 기저이자 화산 활동에 기인한 건층(Key bed) 구산동 응회암은  두께 2~3 m, 최대 24 m의 두께를 가지며 굵은 석영과 장석입자를 함유하는 결정립(結晶粒) 응회암이다. 지층의 두께는 약 700 m이다.

### 신양동층
신양동층(Knsy; Kyeongsang supergroup nakdong group synyangdong formation, 新陽洞層)은 춘산층 상위의 지층으로, 금성산 칼데라 산성화산암 분포지의 동, 남측(춘산면 사미리와 효선리, 가음면 이리, 현리리 북서부 산중턱)을 따라 활 모양으로 분포한다. 흑색 내지 암회색을 띠며 셰일과 세립 사암으로 구성된다. 간혹 자색을 띠는 부분도 있으나 암회색이 우세하여 춘산층과 구별된다. 지층의 최대 두께는 140 m이나 비봉산에서 금성산 쪽으로 오면서 차츰 두께가 감소하여 금성산 부근에서는 첨멸되어 금성산 북쪽에서는 춘산층 위에 직접 침식 부정합적으로 유천 화산암층군이 놓여 있다. 본 지층 속에는 물결자국과 사층리 등이 발견되며 춘산면 사미리 지역에서는 두께 20~50 m의 담수조(淡水藻) 스트로마톨라이트층이 산출된다.

## 중생대경상 누층군유천층군과금성산칼데라지형

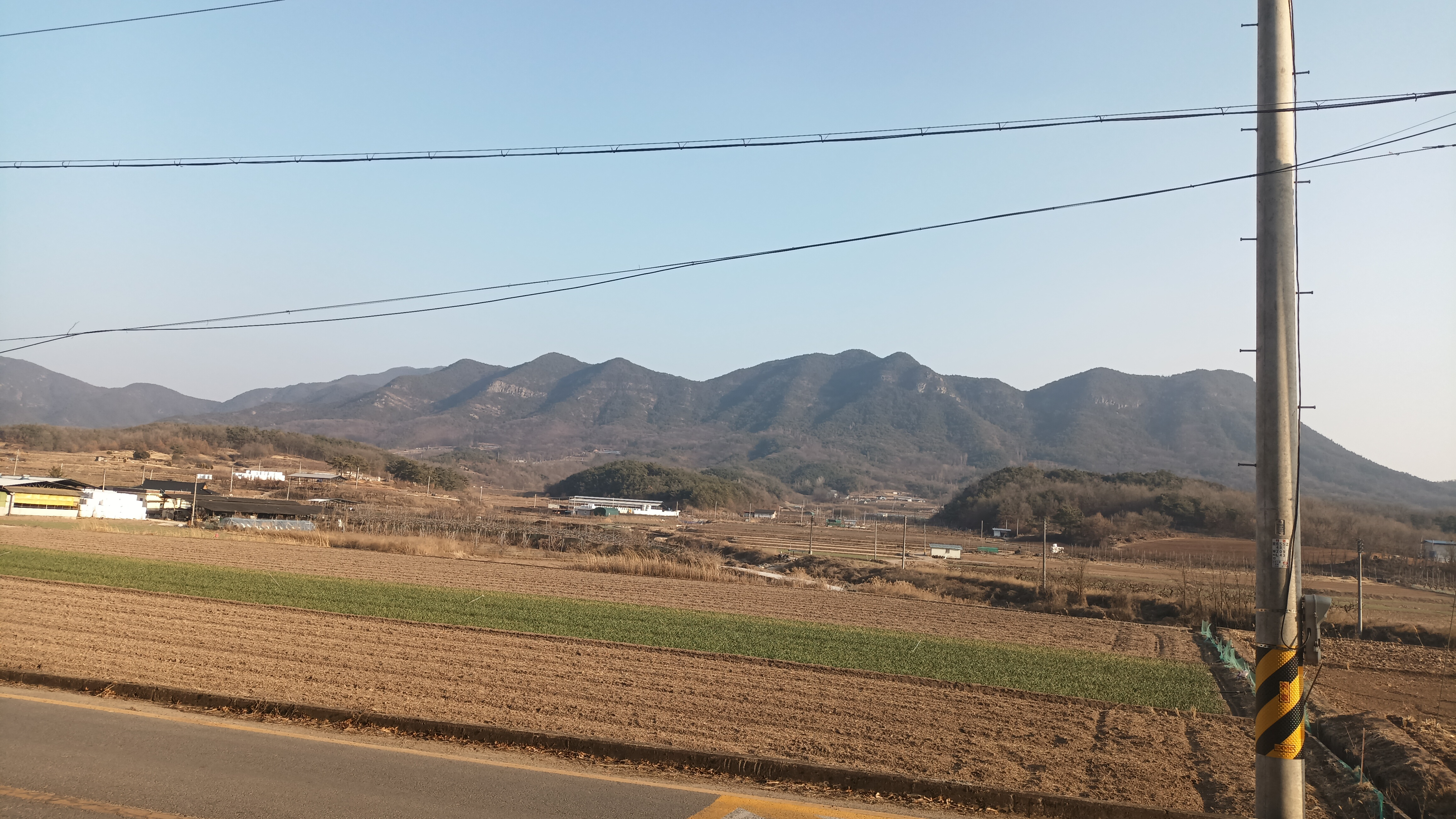
의성 제오리 공룡발자국화석 산지에서 바라본 금성산의 모습이다.

지금으로부터 약 7천만년 전에 의성에서는 금성산을 중심으로 화산 활동이 활발하게 일어났다. 그 당시에는 한반도가 지금보다 판의 경계에 더 가까운 곳에 위치해 있어 경상 분지 전역에서 화산 활동이 활발했다. 화산 폭발이 일어나고 화산 밑에 용암이 있던 곳이 빈 공간이 되어 서서히 밑으로 가라앉았고, 가운데 지역이 움푹 들어간 함몰 지형이 되었다. 그 후 오랜 세월 동안 침식 작용이 일어나 함몰 지역을 제외한 지역이 깎여 나갔고, 함몰 지역으로 내리앉은 화산의 가운데 부분은 암석이 가운데로 집중된 탓에 상대적으로 침식에 강해, 주변보다 높은 지형이 되었고 이것이 오늘날 금성산과 비봉산이 된 것이다. 금성산이 칼데라 지형이라는 유력한 증거는 금성산 쪽으로 기울어져 있는 경상 누층군 하양층군의 지층들인데, 실제로 의성군의 다른 지역의 지층들(대개 동쪽으로 약간 기울어 있다)과는 달리 금성산 주변의 춘산층과 사곡층은 금성산-비봉산 지역에 원형으로 있는 유천 화산암층군 분포지를 향해 최대 70도가 넘는 각도로 기울어 있다.

### 금성산-비봉산 지역의 화산암층
- 염기성 화산암층(Kbv; Kyeongsang supergroup yucheon group basic volcanic rock)은 금성산 칼데라 바깥쪽에 반지 모양[環形]으로 분포하며 하양층군 신양동층과 춘산층 위에 침식 및 경사 부정합의 관계로 놓여 있는 현무암질암층이다. 염기성인 현무암은 대개 많은 기공을 가지고 있다. 금성산 서측과 남측에서는 현무암층이 두께 10 m의 일정한 두께와 암질을 유지하며 발달한다. 그러나 금성면 수정리에서는 200 m의 두께를 가지며 기공 현무암과 행인상(杏仁狀) 현무암 외에 수 m에 달하는 현무암질 사암층이 렌즈 모양으로 분포한다. 이들은 회색 또는 자색을 띠며 이들이 협재된 현무암도 자색을 띤다. 현무암의 자색은 분출시의 산화 작용에 기인한 것이다.[3]
- 산성 화산암층(Kav; Kyeongsang supergroup yucheon group acid volcanic rock)은 금성산 칼데라 안쪽에 장축 2 km 정도인 타원형으로 분포하며 염기성 화산암층의 침식면 위에 부정합적으로 놓여 있다. 기저에는 두께 30 내지 250 m의 회백색 내지 담청회색 유문암질 라필리 응회암 및 응회각력암이 놓인다. 이들은 현저한 유상(流狀) 구조를 보이며 화산회류(火山灰流)로 인정된다. 간혹 현무암괴(塊)를 함유하며 유문암괴(塊)를 무수히 포함하고 있다. 응회암층 상위에는 두께 수십 m의 흑요석(黑曜石)질 유문암 및 흑요석과 유문암의 라필리와 각력을 함유하는 응회암이 놓인다. 더 위쪽의 산성 응회암은 다소 잡색(雜色)을 띠며 녹색 응회암의 화산력이 많이 들어 있다.[3]

### 북두산-선암산 지역의 유천층군
가음면 현리리와 그 주변의 북두산과 선암산을 중심으로 유천 화산암층군의 산성 화산암층이 분포한다. 둥근 분포를 보이나 서북서-동남동 주향의 주향 이동 단층 가음 단층에 의해 암석층이 절단되어 우수향으로 1 km 이상 변위되어 있다. 빙계서원 남동방의 가음면 중리 동방 500 m 지점에서는 두께 약 30 m의 변형된 현무암 위에 변형되지 않은 산성 응회암이 놓인다. 현무암의 변형은 가음 단층의 운동에 의한 것으로 보인다. 분포지 동쪽(가음면 현리리-춘산면 옥정리 경계지역)에서는 현무암의 산출 없이 산성 응회암이 신양동층 위에 직접 놓인다. 빙계리 남서방 오중탑 부근에서의 유천층군 암석층은 두께 24 m 가량의 현무암류를 기저로 하고, 그 위에 두께 45 m의 유문암질 라필리 응회암층 그리고 두께 20~40 cm의 장석질 사암층을 2 내지 3매 협재하는 두께 55 m 안팎의 현무암류, 그 위에 다시 두께 20 m 가량의 유문암질 라필리 응회암층이 놓인다. 그러나 이 지역으로부터 북동쪽으로 1 km 떨어진 지역에서는 기저에 놓이는 현무암류의 두께가 16 m 가량이고 그 위에 두께 20 m 가량의 장석질 사암, 두께 84 m 가량의 유문암질 라필리 응회암이 놓이고 그 위에 두꺼운 구과(球顆)상 유문암 및 각력질 유문암 등이 놓인다. 이와 유사한 층서를 보이는 지역은 가음면 현리리 동측과 압곡암(鴨谷庵) 부근 지역이다. 압곡암 부근에서 본 암류 기저에 놓이는 현무암류의 두께는 15 m 가량이고 그 위에 두께 15 m 가량의 셰일 및 4~5 m의 안산암질암을 포함하는 협재하는 두께 80 m의 유문암질 라필리 응회암 및 유문암질암류가 놓인다. 현리리 동부에서는 두께 40 m 내외의 현무암류를 기저로 해서 20 m 내외의 응회질사암층, 100 m 가량의 유문암질 라필리 응회암 및 두꺼운 유문암질암류가 순서대로 놓여 있다. 이와 같이 본 지역의 유천층군은 지역에 따라 조금씩 차이가 나며 최하위에 놓이는 현무암류의 분포가 없는 곳도 있다.
- 의성지질공원 빙계계곡과 의성 빙계리 얼음골(빙혈)은 유천층군 분포 지역에 위치한다. 쌍계천 하천은 북동에서 남서 방향으로 흐르는데, 이곳을 지나가는 북동 주향의 단층과 대체로 일치한다.[5]

| 낙동도폭 다인면, 안사면, 신평면 청운리 | 낙동도폭 다인면, 안사면, 신평면 청운리                      | 낙동도폭 다인면, 안사면, 신평면 청운리 | 선산도폭 구천면 남부, 비안면 옥연리와 서부리 | 선산도폭 구천면 남부, 비안면 옥연리와 서부리 | 선산도폭 구천면 남부, 비안면 옥연리와 서부리 | 의성도폭 비안면 북동부, 안평면 단촌면, 의성읍 중북부 | 의성도폭 비안면 북동부, 안평면 단촌면, 의성읍 중북부    | 의성도폭 비안면 북동부, 안평면 단촌면, 의성읍 중북부 | 군위도폭 의성읍 남부, 봉양면, 금성면 비안면 남동부, 가음면 서부 | 군위도폭 의성읍 남부, 봉양면, 금성면 비안면 남동부, 가음면 서부 | 군위도폭 의성읍 남부, 봉양면, 금성면 비안면 남동부, 가음면 서부 | 천지도폭 점곡면 옥산면 중북부 | 천지도폭 점곡면 옥산면 중북부       | 천지도폭 점곡면 옥산면 중북부 | 구산동도폭 옥산면 남부, 사곡면 춘산면, 가음면 동부 | 구산동도폭 옥산면 남부, 사곡면 춘산면, 가음면 동부 | 구산동도폭 옥산면 남부, 사곡면 춘산면, 가음면 동부 |
| 지층명                                 | 구성 암석                                                   | 두께                                   | 지층명                                       | 구성 암석                                    | 두께                                         | 지층명                                               | 구성 암석                                               | 두께                                                 | 지층명                                                          | 구성 암석                                                       | 두께                                                            | 지층명                        | 구성 암석                           | 두께                          | 지층명                                             | 구성 암석                                          | 두께                                               |
| -------------------------------------- | ----------------------------------------------------------- | -------------------------------------- | -------------------------------------------- | -------------------------------------------- | -------------------------------------------- | ---------------------------------------------------- | ------------------------------------------------------- | ---------------------------------------------------- | --------------------------------------------------------------- | --------------------------------------------------------------- | --------------------------------------------------------------- | ----------------------------- | ----------------------------------- | ----------------------------- | -------------------------------------------------- | -------------------------------------------------- | -------------------------------------------------- |
| -                                      | -                                                           | -                                      | -                                            | -                                            | -                                            | -                                                    | -                                                       | -                                                    | -                                                               | -                                                               | -                                                               | 산성 화산암층                 | 응회암 현무암괴 유문암괴            | 500                           | 산성 화산암층                                      | 유문암질 라필리응회암 유문암질암                   | 100 내외                                           |
| -                                      | -                                                           | -                                      | -                                            | -                                            | -                                            | -                                                    | -                                                       | -                                                    | -                                                               | -                                                               | -                                                               | 염기성 화산암층               | 현무암                              | 200                           | 기저현무암층                                       | 현무암                                             | 15~16                                              |
| -                                      | -                                                           | -                                      | -                                            | -                                            | -                                            | -                                                    | -                                                       | -                                                    | -                                                               | -                                                               | -                                                               | 신양동층                      | 셰일 세립사암                       | 140                           | 신양동층                                           | 셰일 세립사암                                      | 140                                                |
| -                                      | -                                                           | -                                      | -                                            | -                                            | -                                            | -                                                    | -                                                       | -                                                    | -                                                               | -                                                               | -                                                               | 춘산층                        | 셰일 사암 응회암                    | 700                           | 춘산층                                             | 사암 셰일 역암                                     | 700                                                |
| -                                      | -                                                           | -                                      | -                                            | -                                            | -                                            | -                                                    | -                                                       | -                                                    | 사곡층                                                          | 자색 셰일 사암 (암)회색 셰일                                    | 250~2000                                                        | 사곡층                        | 사암 셰일                           |                               | 사곡층                                             | 셰일 사암                                          | 700                                                |
| -                                      | -                                                           | -                                      | -                                            | -                                            | -                                            | -                                                    | -                                                       | -                                                    | 사곡층                                                          | 자색 셰일 사암 (암)회색 셰일                                    | 250~2000                                                        | 사곡층                        | 사암 셰일                           | 셰일 사암                     | 사곡층                                             | 700                                                |                                                    |
| -                                      | -                                                           | -                                      | -                                            | -                                            | -                                            | -                                                    | -                                                       | -                                                    | 사곡층                                                          | 자색 셰일 사암 (암)회색 셰일                                    | 250~2000                                                        | 사곡층                        | 사암 셰일                           | 사암 셰일                     | 사곡층                                             | 600                                                |                                                    |
| -                                      | -                                                           | -                                      | -                                            | -                                            | -                                            | 점곡층                                               | 암회색/흑색 실트스톤 셰일 회색 사암 역질사암            | 350                                                  | 점곡층                                                          | 회색 사암 (암/녹)회색 셰일 자색역암 석회암                      | 260~700                                                         | 점곡층                        | 사암 이질암 세력암층                |                               | -                                                  | -                                                  | -                                                  |
| -                                      | -                                                           | -                                      | -                                            | -                                            | -                                            | 점곡층                                               | 암회색/흑색 실트스톤 셰일 회색 사암 역질사암            | 350                                                  | 점곡층                                                          | 회색 사암 (암/녹)회색 셰일 자색역암 석회암                      | 260~700                                                         | 점곡층                        | 녹색대                              |                               | -                                                  | -                                                  | -                                                  |
| -                                      | -                                                           | -                                      | -                                            | -                                            | -                                            | 점곡층                                               | 암회색/흑색 실트스톤 셰일 회색 사암 역질사암            | 350                                                  | 점곡층                                                          | 회색 사암 (암/녹)회색 셰일 자색역암 석회암                      | 260~700                                                         | 점곡층                        | 하부회색대                          | 250                           | -                                                  | -                                                  | -                                                  |
| -                                      | -                                                           | -                                      | -                                            | -                                            | -                                            | 후평동층                                             | 잡색역암                                                | 400                                                  | 구계동층원                                                      | 사암 미사암 미사질 셰일 응회암                                  | 250                                                             | 구계동층원                    | 자색 이질암 백색 내지 담자색의 사암 | 100                           | -                                                  | -                                                  | -                                                  |
| -                                      | -                                                           | -                                      | -                                            | -                                            | -                                            | 후평동층                                             | 잡색역암                                                | 400                                                  | 구미동층원                                                      | 사암 적색 미사질셰일 잡색역암                                   | 40~50                                                           | 구미동층원                    | 자색 셰일 사암 역암                 | 65                            | -                                                  | -                                                  | -                                                  |
| -                                      | -                                                           | -                                      | -                                            | -                                            | -                                            | 일직층                                               | 역암 역질사암 알코스사암 셰일 이회암 자색 실트스톤 이암 | 750                                                  | 일직층                                                          | 사암 셰일 응회암질 자색층                                       | 200                                                             | 백자동층                      | 역암 사암 셰일 단괴상 이회암        | 700 이하                      | -                                                  | -                                                  | -                                                  |
| -                                      | -                                                           | -                                      | -                                            | -                                            | -                                            | 일직층                                               | 역암 역질사암 알코스사암 셰일 이회암 자색 실트스톤 이암 | 750                                                  | 일직층                                                          | 암회색 셰일 석회암                                              | 70                                                              | 백자동층                      | 역암 사암 셰일 단괴상 이회암        | 700 이하                      | -                                                  | -                                                  | -                                                  |
| -                                      | -                                                           | -                                      | -                                            | -                                            | -                                            | 일직층                                               | 역암 역질사암 알코스사암 셰일 이회암 자색 실트스톤 이암 | 750                                                  | 일직층                                                          | 사암 셰일 자색 미사질셰일 역암 역질사암                         | 130                                                             | 백자동층                      | 역암 사암 셰일 단괴상 이회암        | 700 이하                      | -                                                  | -                                                  | -                                                  |
| 진주층                                 | 역질사암 (암)회색 사암 (녹)회색/흑색의 실트스톤과 셰일 역암 | 450                                    | -                                            | -                                            | -                                            | 진주층                                               | 함력알코스사암 암회색셰일 이암 이회암 탄질셰일          | 750                                                  | 진주층                                                          | 사암 역질사암(일부 역암) 셰일                                   | 230                                                             | -                             | -                                   | -                             | -                                                  | -                                                  | -                                                  |
| 진주층                                 | 역질사암 (암)회색 사암 (녹)회색/흑색의 실트스톤과 셰일 역암 | 450                                    | -                                            | -                                            | -                                            | 진주층                                               | 함력알코스사암 암회색셰일 이암 이회암 탄질셰일          | 750                                                  | 진주층                                                          | (암)회색 셰일 사암 석회암                                       | 350                                                             | -                             | -                                   | -                             | -                                                  | -                                                  | -                                                  |
| 진주층                                 | 역질사암 (암)회색 사암 (녹)회색/흑색의 실트스톤과 셰일 역암 | 450                                    | -                                            | -                                            | -                                            | 진주층                                               | 함력알코스사암 암회색셰일 이암 이회암 탄질셰일          | 750                                                  | 진주층                                                          | 역질사암(일부 역암) (암)회색 셰일 석회암                        | 320                                                             | -                             | -                                   | -                             | -                                                  | -                                                  | -                                                  |
| 하산동층 문암산층원                    | 역암 역질사암 자색실트암 탄질셰일                           | 900                                    | -                                            | -                                            | -                                            | 하산동층 문암산층원                                  | 역암 사암 자색 실트암 이암                              | 700                                                  | 하산동층                                                        | 사암 셰일 자색 셰일 미사암 역질사암 역암                        | 700                                                             | -                             | -                                   | -                             | -                                                  | -                                                  | -                                                  |
| 하산동층 다인층원                      | 자색/담녹색 실트암 사암                                     | 700                                    | -                                            | -                                            | -                                            | 하산동층 다인층원                                    | 역질사암 알코스질사암 자색 이암 실트스톤                | 750                                                  | 하산동층                                                        | 사암 셰일 자색 셰일 미사암 역질사암 역암                        | 700                                                             | -                             | -                                   | -                             | -                                                  | -                                                  | -                                                  |
| 낙동층 금당리층원                      | 사암 역질사암 흑색/회(녹)색 셰일 실트스톤                   | 650                                    | 낙동층 금당리층원                            | 역질사암 역암 녹회색 이질사암                | 1800                                         | -                                                    | -                                                       | -                                                    | 낙동층                                                          | 역질사암 사암 미사질 셰일 역암                                  | 900                                                             | -                             | -                                   | -                             | -                                                  | -                                                  | -                                                  |
| 낙동층 만경산층원                      | 사암 역질사암 역암 셰일                                     | 1200                                   | 상부 만경산층원                              | 역질사암                                     | 160                                          | -                                                    | -                                                       | -                                                    | 낙동층                                                          | 역질사암 사암 미사질 셰일 역암                                  | 900                                                             | -                             | -                                   | -                             | -                                                  | -                                                  | -                                                  |
| 낙동층 만경산층원                      | 사암 역질사암 역암 셰일                                     | 1200                                   | 중부 만경산층원                              | 담회색 역암                                  | 120                                          | -                                                    | -                                                       | -                                                    | 낙동층                                                          | 역질사암 사암 미사질 셰일 역암                                  | 900                                                             | -                             | -                                   | -                             | -                                                  | -                                                  | -                                                  |
| 낙동층 만경산층원                      | 사암 역질사암 역암 셰일                                     | 1200                                   | 하부 만경산층원                              | 사질역암 역질사암 역암 사암 실트질사암 셰일  | 310                                          | -                                                    | -                                                       | -                                                    | 낙동층                                                          | 역질사암 사암 미사질 셰일 역암                                  | 900                                                             | -                             | -                                   | -                             | -                                                  | -                                                  | -                                                  |

### 중생대불국사 화강암류
의성군 내에 심성암은 별로 없다. 불국사관입암류 섬록암(Kdi)은 춘산면 금천리의 아지산 이북 지역에 소규모로 암주상(巖柱狀) 분포를 보인다. 본 암석 주변의 춘산층의 접촉변성대는 비교적 험준한 산지를 보이는 반면 본 섬록암 분포지는 저지대를 이룬다. 본 암석의 신선한 면은 암녹색 내지 암녹회색을 띠나 풍화면은 황갈색 내지 황록색을 띠며, 사장석은 흰색으로 풍화하므로 육안으로 쉽게 구별된다. 본 암석은 주로 사장석 및 정장석으로 구성되고 각섬석, 석영, 휘석, 흑운모 자철석, 인회석 등이 수반된다. 이 암석은 가음 단층대의 일부인 금천 단층에 의해 좌수향으로 변위되어 있다. 금천 단층이 지나는 의성군 춘산면 금오리에는 불국사 화강암류에 해당하는 중성암맥이 분포한다.

## 가음 단층대와 의성군의 단층
가음 단층(佳音 斷層, Gauem Fault)은 대한민국 경상북도 의성군 금성면에서 가음면, 군위군 삼국유사면 북부를 지나 포항시 기계면으로 이어지는 한반도 경상 분지 내의 서북서-동남동 방향, 연장 40 km의 주향 이동 단층이다. 구산동(1977) 및 군위(1981) 지질도폭에서 금성산 칼데라를 좌수향으로 변위시키고 있는 단층으로 처음 보고되었으며 금천 단층, 신령 단층 등과 함께 가음 단층대를 구성한다. 이 단층에서 실시된 ESR 연대측정 결과는 약 56만 년 전에 단층이 활동했음을 지시한다.
가음 단층이 위치한 경상 분지 의성소분지 일대에는 가음 단층 외에도 소규모의 자잘한 단층이 다수 분포하는데 이 일대에 발달하는 일련의 단층들을 묶어 가음 단층계(佳音 斷層系, Gaeum Fault System, GFS) 또는 가음 단층대라 부른다. 뚜렷한 선상구조로 나타나는 서북서 주향의 단층들은 북쪽에서 남쪽으로 황학산 단층, 의성 단층, 금천 단층, 자락 단층, 가음(수기령) 단층, 군위 단층, 우보 단층, 신령(백학동) 단층, 팔공산 단층으로 명명되어 있다.
신령 지질도폭(1980)에서는 가음 단층계의 방향성이 팔공산 화강암의 관입 방향과 유사하다며 단층의 약대(弱帶)를 따라 화강암의 관입이 있었고 관입 이후에도 단층의 운동이 있었던 것으로 추정했다. 이현구 외(1993)는 금성산 칼데라 일대에서 7140만 년 전에 탑리 현무암의 분출과 동시에 서북서 방향의 단층들이 좌수향 주향이동을 하였을 것으로 제안하였다. 최범영 외(2001)는 가음 단층에 대한 5개의 지구조적 사건을 제안했다; 백악기 전기 바렘절의 동-서 방향, 백악기 후기 투렌절의 남-북 방향, 신생대 팔레오세의 북서-남동 방향, 신생대 올리고세의 북동-남서 방향, 후기 마이오세의 서북서-동남동 방향. 5개의 지구조사건 동안 가음 단층의 좌수향 주향이동이 가장 중요하고 뚜렷한 사건이며 이는 팔레오세의 북서-남동 방향 압축력과 일치한다. 고상모 외(2003)는 8천~6천만 년 전에 양산 단층 및 가음 단층계의 운동과 관련된 북서-남동 방향의 열수변질광상이 형성되었다고 보고하였다. 최범영 외(2004)는 변형 받은 지층의 연령과 지형구조분석에 근거하여 가음 단층과 자락 단층이 백악기 전기 바렘절에 동-서 압축력에 의해 첫번째 좌수향운동을 했으며 플라이오세에 동-서 방향의 압축력에 의해 두번째 좌수향 이동을 겪은 것으로 보고하였다. 군위군 산성면 백학리에서 확인된 신령 단층의 기하와 지형구조분석에 근거하여 신령 단층은 백악기 후기 샹파뉴절에서 신생대 에오세까지 우수향으로 운동하였고, 플라이오세에 좌수향으로 재활동한 것으로 분석했다. 황병훈 외(2008)는 양산 단층과 가음 단층대가 동-서 내지 북동-남서 방향의 압축환경 하에서 각각 우수향과 좌수향 주향이동 감각으로 운동하였으며, 지속적인 압축환경 하에서 양산 단층계는 반시계방향으로 회전한 반면 가음 단층계는 시계방향으로 회전했다고 해석하였다. 그리고 가음 단층계가 절단하고 있는 신동층군 퇴적암의 변위(2.7 km)가 유천층군 화산암류의 변위(1.0 km)보다 상대적으로 크다고 보고하며, 이는 가음 단층의 운동 중에도 유천층군의 화산 활동이 활발했다는 것을 지시한다고 설명했다.

### 가음 단층
가음 단층은 의성군 봉양면, 금성면, 가음면과 영천시 화북면 일대의 경상 누층군 하양층군과 유천층군 등을 가로질러 약 40 km 이상 연장된다. 이 단층에 의해 절단된 화산암과 퇴적암의 암상경계는 단층의 좌수향 운동에 의한 수평변위가 최대 2.3 km임을 지시한다.
- 의성군 금성면 수정리(N 36°14'39.29", E 128°42'24.32", 금성산 칼데라 남쪽)에서 확인된 가음 단층은 경상 누층군 하양층군의 사암과 미사암을 절단하고 있다. 그러나 이곳의 단층은 항공/위성사진으로 선명하게 인지되는 서북서 방향의 선상구조와는 다소 차이를 보이는, 북동 83°의 주향과 북서 53°의 경사를 가진다. 이곳에서 서쪽으로 약 3.4 km 떨어진 지점(N 36°14'39.95", E 128°40'08.92")에서는 주향 북서 87°, 경사 남서 74°의 단층 노두가 확인되며 북쪽의 자색 이암과 남쪽의 담회색 미사암을 구분한다. 단층경면의 단층조선과 섬유상 결정은 정이동, 우수향 및 좌수향 주향이동의 다양한 운동 감각을 보인다.[14]
- 의성군 가음면 양지리(N 36°13'55.57", E 128°44'21.38")에 가음저수지의 서편에 도로공사로 새롭개 드러난 절개사면은 가음 단층의 북쪽 손상대에 해당하며 서북서 방향의 소규모 단층들이 다양한 경사로 발달한다.[14]

| 위치                 | 좌표                                                                          | 지질                                 | 성향                              | 주향     | 경사     | ESR 연대측정값 | 비고 |
| -------------------- | ----------------------------------------------------------------------------- | ------------------------------------ | --------------------------------- | -------- | -------- | -------------- | ---- |
| 의성군 금성면 도경리 | 북위 36° 14′ 39.95″ 동경 128° 40′ 08.92″ / 북위 36.2444306° 동경 128.6691444° | 경상 누층군 자색 이암, 담회색 미사암 | 정이동, 우수향 및 좌수향 주향이동 | 북서 87° | 남서 74° | -              |      |
| 의성군 금성면 수정리 | 북위 36° 14′ 39.29″ 동경 128° 42′ 24.32″ / 북위 36.2442472° 동경 128.7067556° | 경상 누층군 하양층군                 | 좌수향 주향이동                   | 북동 83° | 북서 53° | -              |      |
| 의성군 가음면 양지리 | 북위 36° 13′ 55.57″ 동경 128° 44′ 21.38″ / 북위 36.2321028° 동경 128.7392722° | 경상 누층군                          | 역이동, 정이동, 우수향 주향이동   | 서북서   |          | -              |      |

### 의성 단층
의성 단층(義城 斷層, Uiseong Fault)은 의성군 의성읍과 사곡면 일대의 경상 누층군 하양층군을 절단하여 약 20 km 연장된다. 또는 의성군 다인면 덕미리에서 청송군 기계면 현서면까지 발달한다. 의성 단층에서 북쪽으로 약 6 km 떨어진 의성읍 상리리 지점(N 36°20'52.51", E 128°43'53.75")에는 기존에 보고되지 않은 서북서 방향의 단층이 확인된다. 고각으로 경동된 점곡층이 남-북 방향의 사면을 따라 드러나는데, 주 단층면 인접부의 셰일층 내에는 서북서 내지 북서 방향의 전단면을 따라 미약한 역이동성 감각이 수반된 좌수향 주향 이동 감각의 단층조선이 확인된다.
의성군 신평면 일원에는 약 18 km 이상의 연장을 보이는 서북서 방향의 단층이 경상 누층군 신동층군을 절단하고 있으며, 최범영 외(2004)의 연구에서는 이 단층을 우향 굴곡(right-bending)하는 의성 단층으로 해석하기도 하였다. 도로공사를 위해 절개된 신평면 용봉리의 사면(N 36°26'40.05", E 128°33'28.19")의 단층은 북서 62°의 주향과 북동 80°의 경사를 가진다. 단층 북측에는 괴상의 사암이, 남측에는 서북서 주향의 고각으로 경사진 셰일과 사암이 있으며 셰일 내에서는 습곡이 인지된다.

### 금천 단층
금천 단층(Geumcheon Fault)은 의성군 의성읍 비봉리, 금성면 만천리, 춘산면 금천리와 금오리, 청송군 현서면 사촌리 일대의 경상 누층군 하양층군과 유천층군, 불국사 화강암류를 절단하며 약 35 km 이상 연장된다. 청송군 기계면에서 의성군 다인면을 지나 예천군 풍양면에 이르기까지 인지되며, 다인면 덕미리에서 안동 단층을 어긋나게 한다. 상주시 이안면 지역의 서북서-동남동 주향의 좌수향 단층 대현리 단층은 금천 단층의 서측 연장으로 보이기도 한다. 구산동 지질도폭(1976)에 의하면 지표 상의 변위가 650 m~1 km로 나타나고 불국사 화강암류를 절단하고 있으며, 암맥들이 금천 단층과 평행하게 발달하고 이 암맥들이 전단 작용을 받은 것을 바탕으로 단층의 활동과 동시기적으로 암맥이 관입하였다고 추정했다. 금천 단층은 백악기 말의 금성산 칼데라와 약 52 Ma의 연대를 갖는 보현산 화강암을 좌수향으로 절단하고 있어 가음 단층계의 좌수향 운동시기를 한정하는 데 중요한 역할을 한다.

### 자락 단층
자락 단층(Jarak Fault)은 의성군 비안면 일대에 약 7 km의 연장을 가지는 선명한 서북서 방향의 선상구조로 발달한다. 자락 단층에서 북북동쪽으로 3 km 일대에 6 km의 연장을 보이는 서북서 방향의 선상구조를 추적한 결과 하부 진주층 분포 지역인 안평면 기도리 지점(N 36°22'47.19", E 128°33'13.80")에서 단층의 노두가 확인되었다. 이 노두에는 두 개의 단층면이 2 m 간격이 발달하는데 남측의 단층면은 주향이 북서 48°, 경사 남서 59°, 북측의 단층면은 주향 북서 51°, 경사 북동 66°이다. 두 단층면 사이에는 괴상의 조립질사암이 있고 그 남북에 셰일층이 있다.

### 기타 단층
- 빙계 단층 : 빙계계곡 일대에 쌍계천을 따라 발달하는 북동 50°주향의 수직 단층이다.[10]
- 탑리와 가음 간의 현재의 하상(河床) 아래를 통과하는 단층이 추정되는데 이는 경상 누층군 점곡층과 사곡층의 두께가 이 단층 주변에서 갑작스러운 변화를 보이는 것을 설명하기 위해 설정된 가상 단층이다. 점곡층은 북쪽의 260 m 에서 남쪽의 400 m로, 사곡층도 같은 방향에서 200 에서 550 m로 급격한 두께의 변화를 보이는데 이는 퇴적 당시 존호 단층이 성장 단층으로서 활동하여 침강량에 차이가 있었기 때문인 것으로 해석된다.[3]

## 의성군의 광산과 지하자원
고상모 외(2003)는 8천~6천만 년 전에 양산 단층 및 가음 단층계의 운동과 관련된 북서-남동 방향의 열수 광상이 형성되었다고 보고한 바 있다.

### 감계광상
감계광상은 의성군 옥산면 감계리에 위치하며 점곡층 내에 발달하는 열수형 동-연-아연-금-은 석영맥광상이다. 광상은 사암과 셰일 내 발달한 폭 1 m 정도의 파쇄대를 따라 충진된 암맥으로 주요 광물은 황철석, 섬아연석, 황동석, 방연석, 소량의 휘은석, 피어사이트(pearceite), 호박금 등이 산출된다. 이 광상에서 산출되는 견운모의 K-Ar 연대는 백악기 후기 샹파뉴절인 73 Ma으로 백악기 말 화성활동과 관련된 광화대이다.(이현구와 김상중 1995a)

### 금동칠보광상
금동칠보광상은 금천 단층이 지나는 의성군 춘산면 금오리에 위치하며 백악기 말 흑운모 화강암의 파쇄대를 충진한 수 개의 석영맥으로 구성된다. 산출되는 광물로 황철석, 유비철석, 섬아연석, 황동석, 방연석, 사면동석 등이 있다.

### 금학광상
금학광상은 의성군 옥산면 금학리에 위치하며 점곡층 파쇄대를 충전한 맥상광상이다. 산출 광물로는 황철석, 적철석, 섬아연석, 황동석, 방연석, 반동석(斑銅石), 휘동석, 공작석 등이 산출된다.

### 동일-동척옥산광상
동일광산 및 동척(東拓)옥산광산은 의성군 옥산면 실업리에 위치하며 금성산 칼데라의 북동쪽에 해당한다. 두 광산은 모암, 광화작용, 광석 및 수반 광물이 매우 유사하며 광산 주변의 지질은 경상 누층군 점곡층, 사곡층, 춘산층, 신양동층, 금성산 유천층군 화산암복합체 및 이들을 관입한 산성 맥암류로 구성된다. 이 광상에는 사곡층에 발달한 구리-납-아연-은을 함유한 열수성 석영맥이 발달한다. 동척옥산광산에는 옥계동맥, 죽북동맥, 죽동남백, 실업동맥이라 이름 붙은 4개의 석영맥이 발달한다. 옥계동맥은 주향 북서 25°, 경사 북동 80~85°에 방연석, 섬아연석, 황동석이 수반되고 품위는 구리 0.27~0.45 wt.%, 납 17.85~27.9 wt.%, 은 175~815 ppm, 금 5.1 ppm (톤당 5.1 g) 미만이다. 죽북동맥은 옥계동맥과 주향, 경사가 비슷하고 구리 함량이 5.9~9.5 wt.%로 다른 석영맥보다 상당히 높다. 실업동맥은 주향 북서 35~40°, 경사 북동 75°으로 품위는 구리 2.8~3.8 wt.%, 은 58~102 ppm이다. 동일광산은 단층파쇄대를 채운 1개의 석영맥으로 구성되며 품위는 구리 1.46~5.88 wt.%, 납 2.5~16.0 wt.%, 은 120~305 ppm, 금 0.1~16.4 ppm이다.

### 오토-칠현광산
오토(五土)광산은 의성군 의성읍 오로리에 위치하며 경상 누층군 사곡층의 사암과 셰일을 모암으로 하는 맥상형 동-연-아연광상이다. 주 광맥은 남-북~북동 20°방향의 열극을 충진하여 발달하나 동-서 방향의 단층에 의해 심하게 교란되어 있다. 주 구성 광물로는 자비철석, 황철석, 황동석, 방연석, 섬아연석, 자류철석이고 부수적으로 백철석, 자철석, 적철석, 공작석 등이 산출된다. 견운모에 대한 K-Ar 연대는 70.5 Ma로 백악기 말의 광화작용을 지시한다. 칠현(七峴) 광상은 사곡면 칠현리에 위치하며 경상 누층군 사곡층의 사암과 셰일을 모암으로 하는 석영맥상의 동-연-아연 광산이다. 산출 광물은 유비철석, 황철석, 황동석, 방연석, 섬아연석, 자류철석, 황석석(黃錫石), 차골석(車骨石), 휘안석, 자연 비스무트, 공작석 등이다. 광석의 품위는 구리 1.46~5.88 wt.%, 납 2.48~16.0 wt.%, 아연 0.28~11.48 wt.%, 은 305 ppm, 금, 0.1~16.4 ppm이다. 광맥에서 채취한 견운모의 K-Ar 연대는 백악기 후기 마스트리흐트절인 66 Ma으로 금성산 칼데라의 분출시기와 연관된다.

### 전흥-옥산광산
전흥(田興) 및 옥산(玉山) 광산은 의성군의 연-아연-동광상으로 경상 누층군 하양층군을 충진한 석영-방해석맥으로 구성된 열수 광상이다. 옥산면 전흥리의 전흥광산에서는 4개의 주요 석영맥이 발달하며 납-은-비스무트-안티모니황염(sulfosalt), 황철석, 황동석, 섬아연석, 방연석, 적철석 등이 있다. 2번 맥의 품위는 구리 1.85~2.28 wt.%, 납 2.25~3.13 wt.%, 아연 3.7~4.8 wt.%, 은 162~226 ppm이다. 옥산광산에는 1개의 석영맥이 있고 주향 북서 35~40°, 경사 남서 80°에 황철석, 황비철석, 섬아연석, 방연석, 적철석 등이 있다.

### 회동광산
회동광산은 의성군 춘산면 신흥리의 춘산층 셰일 내에 발달하는 단층파쇄대를 충진하는 함금-은석영맥으로 구성된다. 산출 광물은 방연석, 황철석, 사면동석, 섬아연석, 황동석, 적철석, 금홍석, 자연 구리, 휘동석, 호박금, 휘은석, 자연 은 등이다.

### 황학동광상
황학동광상은 의성군 옥산면 동부 황학산 남서쪽에 발달한 광상이다. 광산 주변에는 쥐라기 흑운모-각섬석 화강암과 이를 부정합으로 덮는 경상 누층군 일직층(백자동층), 후평동층(구계동층원), 점곡층으로 구성된다. 광상은 점곡층 내 발달한 열극을 충진한 열수 광상으로, 구조운동에 수반되어 3회에 걸쳐 생성된 다금속성(구리-납-아연) 석영 및 방해석맥으로 구성된다. 주된 금속광물로는 황철석, 자류철석, 황동석, 섬아연석, 방연석, 적철석 등이 있다.

## 같이 보기
- 대한민국 국가지질공원
- 청송군의 지질 (청송 유네스코 세계지질공원)
- 안동시의 지질
- 영덕군의 지질
- 영양군의 지질
- 대구광역시의 지질
- 한국의 지질
- 경상 분지
- 가음 단층
- 금성산